# Sara Botsford
Sara Botsford (* 8. April 1951 in Dobie, Gauthier, Timiskaming District, Ontario, Kanada) ist eine kanadische Schauspielerin.

## Leben
Sie ist überwiegend in Fernsehfilmen und Fernsehserien zu sehen. So hatte sie Gastrollen in zahlreichen bedeutenden Produktionen von Ally McBeal bis zu Law & Order. Botsford spielte im Film Tod aus dem Telefon (1982) neben Richard Chamberlain, im Film In der Stille der Nacht (1982) neben Roy Scheider und Meryl Streep, im Film Staatsanwälte küßt man nicht (1986) neben Robert Redford, Debra Winger und Daryl Hannah. Sie hat mit Michael Gross in Tremors 4 – Wie alles begann mitgespielt und stand mit ihm auch auf der Bühne.
In dem Psychothriller Stirb für mich führte Botsford 1997 erstmals Regie.
Botsford war mit dem Schauspieler Alan Scarfe verheiratet. Ihr gemeinsamer Sohn ist der Schauspieler Jonathan Scarfe.

## Filmografie (Auswahl)
- 1982: Night Eyes (Deadly Eyes)
- 1982: In der Stille der Nacht (Still of the Night)
- 1982: Tod aus dem Telefon (Murder by Phone)
- 1985: Der Equalizer (The Equalizer, Fernsehserie, Episode 1x04)
- 1986: Staatsanwälte küßt man nicht (Legal Eagles)
- 1986: Jumpin’ Jack Flash
- 2004: Tremors 4 – Wie alles begann (Tremors 4: The Legend Begins)
- 2015: Bosch (Fernsehserie, Folge 1x08)
- 2015: Mekong Rush – Renn um dein Leben (River)
- 2016: Anne auf Green Gables (Anne of Green Gables, Fernsehfilm)
- 2016: Christmas Inc. (Christmas Incorporated)
- 2016: Incorporated (Fernsehserie, 1 Folge)
- ab 2017: Claws (Fernsehserie)
- 2019: Murdoch Mysteries (Fernsehserie, 1 Folge)